# Batalla del golf de Nàpols
La batalla del golf de Nàpols fou una de les batalles de la Guerra de Sicília entre la Corona d'Aragó i el Regne de Nàpols, ocorreguda el 5 de juny de 1284.

## Antecedents
Després de la victòria al combat de Malta, Roger de Llúria, amb les galeres pròpies i les capturades, va provocar els angevins tot atacant la costa calabresa, Nàpols i Posilipo. Finalment, en absència de Carles I d'Anjou, el príncep de Salerno va armar un estol i va anar al combat.

## Batalla
El 5 de juny de 1284 l'estol de Roger de Llúria fou atacat prop de Nàpols per l'angeví sota el comandament de Carles de Salerno el coix, i després d'un primer contacte Roger va fingir retirar-se cap a Castellammare però es va aturar en sec per iniciar el combat en mig de les aigües del golf de Nàpols.
L'estol català, armat de soldats acostumats al combat i més destres en maniobres navals que els cortesans i cavallers francesos va envestir les galeres enemigues, tret de les deu comandades per Enric de Mar, que va escapar per ser finalment capturat pels catalans i preses les naus. Mentrestant es combatia ferotgement a la Galera de Capua, comandada per Carles de Salerno, fins que Roger de Llúria feu berrenar la galera per enfonsar-la i els francesos es van rendir.

## Conseqüències
A començaments de 1285 va morir a Foggia Carles I d'Anjou, i Carles II el Coix va ser proclamat successor; com que encara era presoner dels catalans, però, van exercir la regència el seu nebot Robert d'Artois i Gerard de Parmo. Carles II va ser alliberat en virtut dels tractats d'Oloron i de Canfranc i va ser coronat a Rieti el 29 de maig de 1289 rebent del Papa el títol de Carles de Palerm i el de rei de Sicília, i es va signar una treva per dos anys.